# Maimuna (artist)

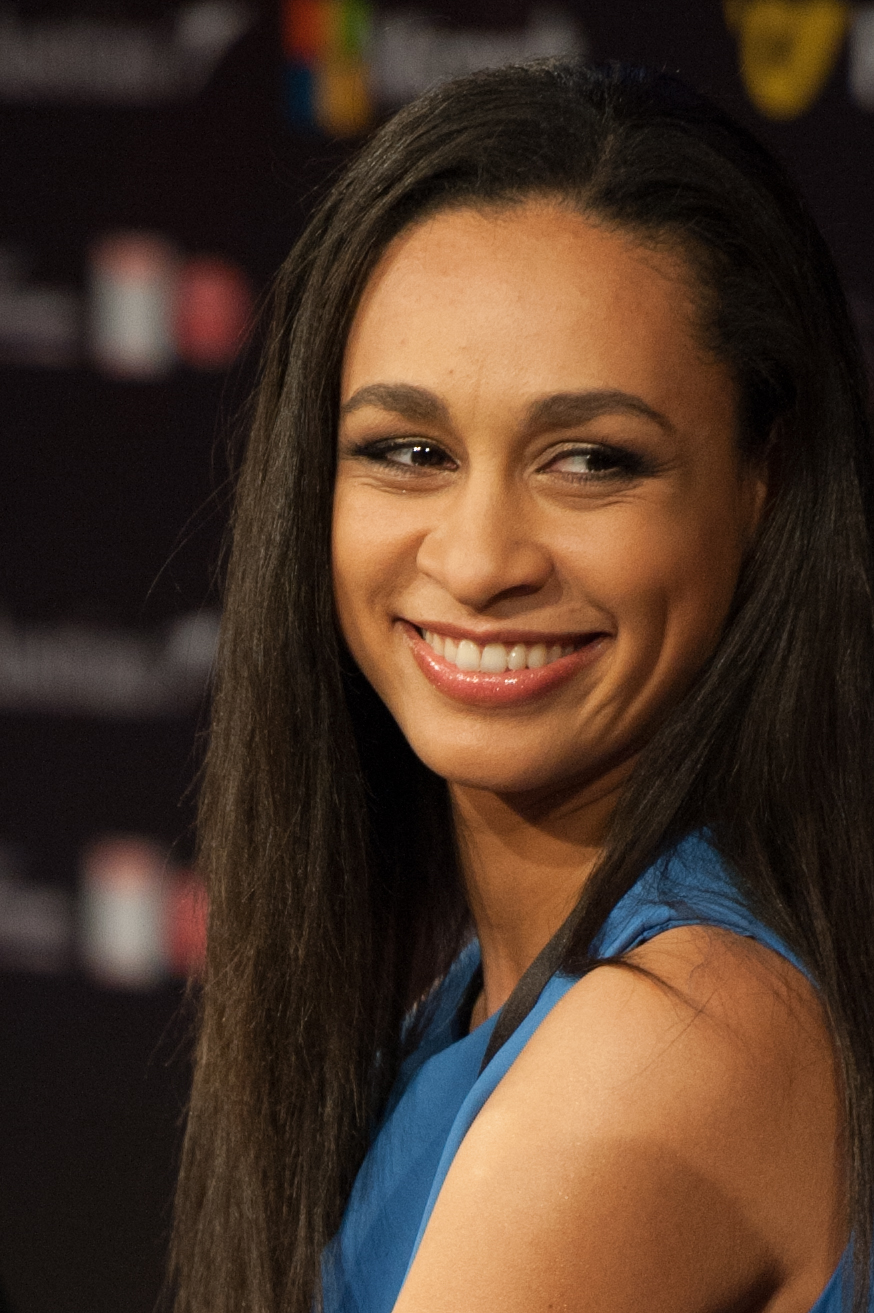
Maimuna (2015)

Maimuna Amadu Murasjko, född 28 maj 1980 i Leningrad, är en ryskfödd belarusisk violinist. Hon representerade landet i Eurovision Song Contest 2015 med låten "Time".